# Ajuntament de Sant Feliu de Llobregat
L'Ajuntament és una obra eclèctica de Sant Feliu de Llobregat (Baix Llobregat) protegida com a Bé Cultural d'Interès Local.

## Descripció
Aquest edifici d'estil historicista consta de planta baixa i dos pisos. A la planta baixa cal destacar l'entrada formada per dues columnes i un arc de mig punt que aguanten el balcó principal amb balustres. En el primer pis trobem una finestra a banda i banda del balcó, aquest té un frontó arquejat. Per acabar, al segon pis es pot apreciar dos grups de tres finestres i l'escut de Sant Feliu amb relleu al mig.

## Història
Quan els anys vint del segle xx van decidir urbanitzar aquesta illa per un Acord Municipal, degut al nou Pla General d'alineació d'aquesta illa, per a construir-hi l'Ajuntament i modificar la plaça de la vila, va ser necessari expropiar diferents finques afectades.